# Liste de peintures de Théodore Rousseau
Cette page fournit une liste chronologique de peintures de Théodore Rousseau (1812-1867).

## Jeunesse
| Image | Thème   | Titre                                        | Date                | Technique                        | Dimensions | Lieu de Conservation                | Référence             |
| ----- | ------- | -------------------------------------------- | ------------------- | -------------------------------- | ---------- | ----------------------------------- | --------------------- |
|       | Paysage | Un village dans la vallée                    | 1820 fin des années | huile sur papier monté sur toile | 23 × 41 cm | Metropolitan Museum, New York       | Musée                 |
|       | Paysage | Pont de Batignies dans la forêt de Compiègne | 1826 vers           | huile sur papier monté sur toile | 23 × 33 cm | Victoria & Albert Museum, Londres   | Musée                 |
|       | Paysage | La Carrière                                  | 1827                | huile sur toile                  | 30 × 40 cm | Musée des beaux-arts de Gand        | Musée                 |
|       | Paysage | La Cave                                      | 1828-1830           | huile sur papier marouflé toile  | 37 × 25 cm | musée d'Art du comté de Los Angeles | Musée                 |
|       | Paysage | Étude de rochers et d'arbres, Fontainebleau  | 1829                | huile sur toile                  | 53 × 70 cm | Musée des beaux-arts de Strasbourg  | Connaissance des Arts |

## L'École de la nature
| Image | Thème   | Titre                                             | Date         | Technique                                  | Dimensions  | Lieu de Conservation                                       | Référence         |
| ----- | ------- | ------------------------------------------------- | ------------ | ------------------------------------------ | ----------- | ---------------------------------------------------------- | ----------------- |
|       | Paysage | Paysage de montagne en Auvergne                   | 1830         | huile sur papier marouflé sur toile        | 33 × 42 cm  | Barber Institute of Fine Arts, Université de Birmingham    | Musée             |
|       | Paysage | Ruisseau de montagne en Auvergne                  | 1830         | huile sur papier marouflé sur toile        | 31 × 37 cm  | National Gallery of Art, Washington                        | Musée             |
|       | Paysage | Paysage, Auvergne ?                               | 1830 vers    | huile sur toile                            | 27 × 34 cm  | musée d'Art de l'université de Princeton                   | Musée             |
|       | Paysage | La Vallée de Saint-Vincent                        | 1830         | huile sur papier marouflé sur toile        | 18 × 32 cm  | National Gallery, Londres                                  | Musée             |
|       | Paysage | La Vallée en Auvergne                             | 1830         | huile sur papier marouflé sur toile        | 22 × 31 cm  | Musée d'art de Saint-Louis                                 | Musée             |
|       | Paysage | La Plaine                                         | 1830 vers    | huile sur bois                             | 30 × 38 cm  | Musée national Magnin, Dijon                               | Base Joconde      |
|       | Paysage | Place du marché en Normandie                      | 1830 vers    | huile sur panneau                          | 29 × 38 cm  | Musée de l'Ermitage, Saint-Pétersbourg                     | Musée             |
|       | Paysage | Paysage vallonné avec un pêcheur                  | 1830 vers    | huile sur toile                            | 136 × 84 cm | Musée Boijmans Van Beuningen, Rotterdam                    | Musée             |
|       | Paysage | Route dans le Jura                                | 1830 ou 1834 | huile sur papier vélin marouflée sur toile | 22 × 32 cm  | Clark Art Institute , Williamstown                         | Musée             |
|       | Paysage | Paysage au grand ciel                             | 1830-1835    | huile sur bois                             | 8 × 14 cm   | Musée des Beaux-Arts de Dijon                              | Musée             |
|       | Paysage | Paysage panoramique                               | 1830-1840    | huile sur toile                            | 27 × 56 cm  | Fitzwilliam Museum, Cambridge                              | Art UK            |
|       | Paysage | Dernières maisons de Port-en-Bessin               | 1831         | huile sur papier marouflé sur toile        | 29 × 42 cm  | Palais des Beaux-Arts de Lille en dépôt du Musée du Louvre | Base Joconde      |
|       | Paysage | Village de pêcheurs                               | 1831         | huile sur toile                            | 26 × 32 cm  | Galerie nationale de Prague                                | Musée             |
|       | Paysage | Vallée de la Seine                                | 1831-1832    | huile sur panneau                          | 19 × 26 cm  | Rhode Island School of Design Museum                       | Musée             |
|       | Paysage | Paysage panoramique                               | 1831-1834    | huile sur papier marouflé sur toile        | 14 × 29 cm  | Musée de Brooklyn                                          | Musée             |
|       | Paysage | Étude de troncs d'arbres                          | 1833         | huile sur bois                             | 46 × 61 cm  | Musée des beaux-arts de Strasbourg                         | [réf. nécessaire] |
|       | Paysage | Vue sur les abords de Granville                   | 1833         | huile sur toile                            | 85 × 165 cm | Musée de l'Ermitage, Saint-Petersbourg                     | Musée             |
|       | Paysage | Faisanderie dans la forêt de Compiègne            | 1833         | huile sur toile                            | 53 × 65 cm  | Musée d'Art de Saint-Louis                                 | Musée             |
|       | Paysage | La Plaine de Chailly                              | 1833         | huile sur panneau                          | 29 × 37 cm  | Fitzwilliam Museum, Cambridge                              | Art UK            |
|       | Paysage | La Plaine, vue des hauteurs de Meudon             | 1833 vers    | aquarelle et huile sur papier velin        | 27 × 37 cm  | Musée des Beaux-Arts de Houston                            | Google Arts       |
|       | Paysage | La Chaîne du Mont Blanc vue du col de la Faucille | 1834         | huile sur papier marouflé sur toile        | 19 × 40 cm  | Musée des Beaux-Arts de Dijon                              | Musée             |
|       | Paysage | Vue du Salève près de Genève                      | 1834         | huile sur papier marouflé sur toile        | 39 × 62 cm  | Art Institute of Chicago                                   | Musée             |
|       | Paysage | Paysage après une tempête                         | 1834-1835    | huile sur toile                            | 40 × 65 cm  | Galerie nationale de Prague                                | Musée             |
|       | Paysage | Une vieille chapelle dans la vallée               | 1835 vers    | huile sur bois                             | 27 × 35 cm  | Metropolitan Museum of Art                                 | Musée             |
|       | Paysage | Paysage                                           | 1835 vers    | huile sur toile                            | 33 × 43 cm  | Art Institute of Chicago                                   | Musée             |

## L'Ermite
| Image | Thème   | Titre                                              | Date          | Technique                            | Dimensions   | Lieu de Conservation                         | Référence    |
| ----- | ------- | -------------------------------------------------- | ------------- | ------------------------------------ | ------------ | -------------------------------------------- | ------------ |
|       | Paysage | Paysage rocheux                                    | 1836-1840     | huile sur carton                     | 28 × 43 cm   | National Gallery, Londres                    | Musée        |
|       | Paysage | L'Allée des châtaigniers                           | 1837-1840     | huile sur toile                      | 79 × 144 cm  | Musée du Louvre,Paris                        | Base Joconde |
|       | Paysage | L'Étang (Souvenir de la forêt de Chambord)         | 1839          | huile sur bois                       | 32 × 41 cm   | Metropolitan Museum,New York                 | Musée        |
|       | Paysage | Vue du Puy de Dôme et de Royat                     | 1839          | huile sur papier marouflée sur toile | 30 × 38 cm   | Musée d'art Roger-Quilliot, Clermont-Ferrand | Base Joconde |
|       | Paysage | Le Grand chêne, forêt de Fontainebleau             | 1839          | huile sur papier marouflée sur toile | 32 × 41 cm   | Musée d'art de Saint-Louis                   | Musée        |
|       | Paysage | Paysage avec un troupeau dans un marais            | 1840 vers     | huile sur panneau                    | 22 × 35 cm   | Musée d'Art de Ponce, Porto Rico             | Musée        |
|       | Paysage | Un arbre dans la forêt de Fontainebleau            | 1840 années   | huile sur papier marouflée sur toile | 40 × 54 cm   | Victoria & Albert Museum, Londres            | Musée        |
|       | Paysage | Scène de rivière                                   | 1840-1860     | huile sur bois                       | 40 × 54 cm   | National Gallery, Londres                    | Musée        |
|       | Paysage | Dans les Landes                                    | 1840-1867     | huile sur toile                      | 33 × 51 cm   | Leeds Art Gallery                            | Art UK       |
|       | Paysage | Le Marais de la Souterraine                        | 1842          | huile sur papier marouflé sur toile  | 22 × 29 cm   | Fitzwilliam Museum, Cambridge                | Art UK       |
|       | Paysage | Village dans le Berry                              | 1842          | huile sur panneau                    | 34 × 52 cm   | Musée d'art de Cincinnati                    | Musée        |
|       | Paysage | Paysage                                            | 1842 vers     | huile sur toile                      | 37 × 46 cm   | Norfolk Museums                              | Musée        |
|       | Paysage | Paysage avec un ciel orageux                       | 1842          | huile sur carton                     | 25 × 35 cm   | Victoria & Albert Museum, Londres            | Musée        |
|       | Paysage | Paysage                                            | 1842 vers     | huile sur panneau                    | 29 × 39 cm   | musée d'art de Saint-Louis                   | Musée        |
|       | Paysage | La Mare, Berry                                     | 1842-1843     | huile sur toile                      | 41 × 63 cm   | Musée des Beaux-Arts de Reims                | Musée        |
|       | Paysage | Paysage fluvial, Landes                            | 1842-1843     | huile sur bois                       | 42 × 63 cm   | Metropolitan Museum, New York                | Musée        |
|       | Paysage | Paysage avec coucher de soleil orageux             | 1844 probable | huile sur acajou                     | 20 × 24 cm   | National Gallery, Londres                    | Musée        |
|       | Paysage | Paysage avec un bosquet                            | 1844 vers     | huile sur panneau                    | 42 × 64 cm   | National Gallery of Victoria                 | Musée        |
|       | Paysage | Un marais dans les Landes                          | 1844 après    | huile sur panneau                    | 42 × 57 cm   | Walters Art Museum, Baltimore                | Musée        |
|       | Paysage | Givre                                              | 1845          | huile sur toile                      | 63 × 98 cm   | Walters Art Museum, Baltimore                | Musée        |
|       | Paysage | Crépuscule sur la plaine de Chailly                | 1845 vers     | huile sur bois                       | 150 × 260 cm | Collection Ville de Fontainebleau            | RMN          |
|       | Paysage | Une prairie bordée d'arbres                        | 1845 vers     | huile sur bois                       | 42 × 62 cm   | Metropolitan Museum, New York                | Musée        |
|       | Paysage | Bordure de forêt, coucher de soleil                | 1845-1846     | huile sur toile                      | 41 × 63 cm   | Musée d'Art du comté de Los Angeles          | Musée        |
|       | Paysage | La Forêt en hiver au coucher du soleil             | 1846-1867     | huile sur toile                      | 163 × 260 cm | Metropolitan Museum, New York                | Musée        |
|       | Paysage | La Forêt de Fontainebleau                          | 1847-1850     | huile sur toile                      | 101 × 88 cm  | Stedelijk Museum Amsterdam                   | Musée        |
|       | Paysage | La Mare aux fées                                   | 1848 vers     | huile sur toile                      | 59 × 114 cm  | Collection privée, vente 2002                | Mutualart    |
|       | Paysage | Coucher de soleil depuis la forêt de Fontainebleau | 1848          | huile sur papier marouflé sur toile  | 32 × 46 cm   | National Gallery of Art, Washington          | Musée        |
|       | Paysage | La Plaine vue de Montmartre                        | 1848 vers     | huile sur panneau                    | 59 × 72 cm   | Musée Thyssen-Bornemisza, Madrid             | Musée        |
|       | Paysage | Sortie de forêt à Fontainebleau, soleil couchant   | 1848-1849     | huile sur toile                      | 142 × 197 cm | Musée du Louvre, Paris                       | Base Joconde |

## Une certaine reconnaissance
| Image | Thème   | Titre | Date                  | Technique                  | Dimensions   | Lieu de Conservation                      | Référence                              |
| ----- | ------- | --- | --------------------- | -------------------------- | ------------ | ----------------------------------------- | -------------------------------------- |
|       | Paysage | Une avenue, forêt de L'Isle-Adam                                                                          | 1849                  | huile sur toile            | 100 × 82 cm  | Musée d'Orsay, Paris                      | Musée                                  |
|       | Paysage | La Forêt de Fontainebleau : matin                                                                         | 1849-1851             | huile sur toile            | 97 × 134 cm  | Wallace Collection, Londres               | Musée                                  |
|       | Paysage | Forêt de Fontainebleau, Groupe de grands arbres surplombant la plaine de Clair-Bois à l'orée du Bas-Bréau | 1849-1852             | huile sur toile            | 91 × 117 cm  | Getty Center, Los Angeles                 | Musée                                  |
|       | Paysage | La Cabane du charbonnier                                                                                  | 1850 vers             | huile sur toile            | 80 × 100 cm  | Dallas Museum of Art                      | Musée                                  |
|       | Paysage | Troupeau en forêt                                                                                         | 1850 vers             | huile sur papier ligné     | 31 × 44 cm   | Musée national des Beaux-Arts (Argentine) | Musée                                  |
|       | Paysage | Paysage                                                                                                   | 1850 vers             | huile sur panneau          | 22 × 27 cm   | Art Institute of Chicago                  | Musée                                  |
|       | Paysage | Paysage à Barbizon                                                                                        | 1850 après            | huile sur bois             | 6 × 12 cm    | Musée des Beaux-Arts de Dijon             | Musée                                  |
|       | Paysage | Groupe de chênes, Apremont                                                                                | 1850-1852             | huile sur bois             | 64 × 100 cm  | Musée du Louvre, Paris                    | Base Joconde                           |
|       | Paysage | Paysage avec un pont                                                                                      | 1850 début des années | huile sur panneau          | 28 × 36 cm   | Musée de l'Ermitage, Saint-Petersbourg    | Musée                                  |
|       | Paysage | Étang dans la forêt                                                                                       | 1850 début des années | huile sur toile            | 39 × 57 cm   | Musée des Beaux-Arts de Boston            | Musée                                  |
|       | Paysage | Paysage                                                                                                   | 1850-1860             | huile sur panneau          | 33 × 18 cm   | Huntington Museum of Art                  | Musée                                  |
|       | Paysage | Paysage                                                                                                   | 1850-1860             | huile sur panneau          | 25 × 41 cm   | Huntington Museum of Art                  | Musée                                  |
|       | Paysage | Lisière des bois (plaine de Barbizon près de Fontainebleau)                                               | 1850-1860             | huile sur toile            | 55 × 65 cm   | Musée des Beaux-Arts de Boston            | Musée                                  |
|       | Paysage | Au sortir de la forêt, Fontainebleau : coucher de soleil                                                  | 1851                  | huile sur toile            | 109 × 130 cm | Cleveland Museum of Art                   | Musée                                  |
|       | Paysage | Le Printemps                                                                                              | 1852                  | huile sur bois             | 41 × 53 cm   | Musée du Louvre, Paris                    | Base Joconde                           |
|       | Paysage | Broussailles                                                                                              | 1852                  | huile sur toile            | 23 × 41 cm   | Mesdag Collection, La Haye                | Musée                                  |
|       | Paysage | Le Rageur, cavalier sous l'orage                                                                          | 1852                  | huile sur toile            | 59 × 73 cm   | Collection privée, vente 2004             | Artnet                                 |
|       | Paysage | Un marais dans les Landes                                                                                 | 1852-1853             | huile sur bois             | 63 × 97 cm   | Musée du Louvre, Paris                    | Base Joconde                           |
|       | Paysage | La Lisière des bois aux Monts-Girard, forêt de Fontainebleau                                              | 1852-1854             | huile sur bois             | 80 × 122 cm  | Metropolitan Museum, New York             | Musée                                  |
|       | Paysage | Ferme dans les Landes                                                                                     | 1852-1867             | huile sur toile            | 65 × 99 cm   | Clark Art Institute, Williamstown         | Musée                                  |
|       | Paysage | Un marais dans les Landes                                                                                 | 1853 vers             | huile sur panneau          | 37 × 56 cm   | Aberdeen Art Gallery                      | Musée                                  |
|       | Paysage | Coucher de soleil au Cuvier-Châtillon                                                                     | 1854-1858             | huile sur toile            | 37 × 51 cm   | Collection privée, Vente 2008             | Catalogue Christie's                   |
|       | Paysage | L'Étang                                                                                                   | 1855                  | huile sur bois             | 34 × 52 cm   | Metropolitan Museum, New York             | Musée                                  |
|       | Paysage | L'Étang                                                                                                   | 1855                  | huile sur bois             | 31 × 50 cm   | Victoria & Albert Museum, Londres         | Musée                                  |
|       | Paysage | La Cabane des charbonniers dans la forêt de Fontainebleau                                                 | 1855 vers             | huile sur toile            | 34 × 42 cm   | musée Thyssen-Bornemisza, Madrid          | Musée                                  |
|       | Paysage | Le Village de Becquigny                                                                                   | 1857 vers             | huile sur panneau d'acajou | 63 × 100 cm  | The Frick Collection, New York            | Musée                                  |
|       | Paysage | Bords de la Sèvre (Vendée)                                                                                | 1859                  | huile sur panneau          | 53 × 75 cm   | Musée des Beaux-Arts de Boston            | Musée                                  |
|       | Paysage | La Campagne au lever du jour                                                                              | 1859                  | huile sur bois             | 33 × 61 cm   | Petit Palais, Paris                       | Musée                                  |
|       | Paysage | Coucher de soleil                                                                                         | 1860 vers             | huile sur bois             | 14 × 9 cm    | Musée des Beaux-Arts de Dijon             | Musée                                  |
|       | Paysage | Le Chêne de roche                                                                                         | 1860                  | huile sur bois             | 89 × 117 cm  | Collection privée, vente 2018             | Catalogue Christie's                   |
|       | Paysage | Paysage avec des vaches et des chênes                                                                     | 1860 vers             | huile sur panneau          | 17 × 26 cm   | Clark Art Institute, Williamstown         | Musée                                  |
|       | Paysage | Printemps                                                                                                 | 1860 vers             | huile sur panneau          | 42 × 54 cm   | Art Institute of Chicago                  | Musée                                  |
|       | Paysage | Paysage avec un laboureur                                                                                 | 1860 début            | huile sur bois             | 38 × 51 cm   | Musée de l'Ermitage, Saint-Pétersbourg    | Musée                                  |
|       | Paysage | Paysage avec un batelier                                                                                  | 1860 début            | huile sur bois             | 19 × 26 cm   | National Gallery of Art, Washington       | Musée                                  |
|       | Paysage | Mare et Lisière de bois                                                                                   | 1860-1865             | huile sur bois             | 61 × 81 cm   | musée de Grenoble                         | Musée                                  |
|       | Paysage | Route dans la forêt de Fontainebleau ; Effet d'orage                                                      | 1860-1865             | huile sur toile            | 30 × 51 cm   | Musée d'Orsay, Paris                      | Base Joconde                           |
|       | Paysage | Coucher de soleil d'été                                                                                   | 1860-1865             | huile sur toile            | 77 × 96 cm   | Musée d'art de Cincinnati                 | Musée                                  |
|       | Paysage | Coucher de soleil près d'Arbonne                                                                          | 1860-1865             | huile sur bois             | 64 × 99 cm   | Metropolitan Museum of Art, New York      | Musée                                  |
|       | Paysage | Plaine de Chailly                                                                                         | 1860-1865             | huile sur bois             | 42 × 60 cm   | Musée d'Art de l'université de Princeton  | Musée                                  |
|       | Paysage | Les Bords de la Bouzanne                                                                                  | 1860-1869             | huile sur panneau          | 56 × 74 cm   | Walters Art Museum, Baltimore             | Musée                                  |
|       | Paysage | Un chemin parmi les rochers                                                                               | 1861 probable         | huile sur bois             | 38 × 68 cm   | National Gallery, Londres                 | Musée                                  |
|       | Paysage | Les Vieux Chênes du Bas-Bréau                                                                             | 1864                  | huile sur toile            | 90 × 117 cm  | Musée des Beaux-Arts de Houston           | Musée                                  |
|       | Paysage | Paysage                                                                                                   | 1865 vers             | crayon et huile sur carton | 51 × 60 cm   | Metropolitan Museum of Art, New York      | Musée Paysage vers 1865 50,8 x 67,8 cm |
|       | Paysage | Clairière dans la Haute Futaie, forêt de Fontainebleau                                                    | 1866 avant            | huile sur bois             | 28 × 53 cm   | Musée d'Orsay, Paris                      | Musée                                  |
|       | Paysage | Crépuscule en Sologne                                                                                     | 1867 avant            | huile sur toile            | 19 × 37 cm   | musée Condé, Chantilly                    | Base Joconde                           |
|       | Paysage | Fermes normandes                                                                                          | 1867 avant            | huile sur toile            | 14 × 21 cm   | musée Condé, Chantilly                    | Base Joconde                           |

## Dates non documentées
| Image | Thème   | Titre                                                     | Date | Technique         | Dimensions     | Lieu de Conservation                           | Référence           |
| ----- | ------- | --------------------------------------------------------- | ---- | ----------------- | -------------- | ---------------------------------------------- | ------------------- |
|       | Paysage | L'Abreuvoir                                               |      | huile sur bois    | 41,7 x 63,6 cm | musée des Beaux-arts de Reims                  | musée numérique     |
|       | Paysage | Paysage                                                   |      | huile sur toile   | 34 × 54 cm     | musée Condé, Chantilly                         | Base Joconde        |
|       | Paysage | La Plaine de Chailly et les premières maisons de Barbizon |      | huile sur toile   | 16 × 22 cm     | Collection privée, Vente 2018                  | Catalogue Sotheby's |
|       | Paysage | Forêt de Fontainebleau                                    |      | huile sur panneau | 34 × 25 cm     | Musée national des Beaux-Arts (Argentine)      | Musée               |
|       | Paysage | Le Torrent                                                |      | huile sur toile   | 37 × 46 cm     | Musée national des Beaux-Arts (Argentine)      | Musée               |
|       | Paysage | Paysage                                                   |      | huile sur bois    | 34 × 54 cm     | Musée Condé, Chantilly                         | Base Joconde        |
|       | Paysage | La Seine à Villeneuve-Saint-Georges                       |      | huile sur bois    | 32 × 49 cm     | Palais des Beaux-Arts de Lille détruit en 1916 | Base Joconde        |
|       | Paysage | Dans la forêt de Fontainebleau                            |      | huile sur toile   | 64 × 54 cm     | Musée des Beaux-Arts Pouchkine                 | Musée               |
|       | Paysage | Vallée d'Apremont                                         |      | huile sur panneau | 17 × 19 cm     | Rijksmuseum Twenthe, Enschede                  | Musée               |
|       | Paysage | Le Soir                                                   |      | huile sur toile   | 20 × 26 cm     | Southampton City Art Gallery                   | Art UK              |
|       | Paysage | Ferme dans un bouquet d'arbres                            |      | huile sur carton  | 21 × 28 cm     | musée des Beaux-Arts de Boston                 | Musée               |
|       | Paysage | La Mare                                                   |      | huile sur panneau | 36 × 53 cm     | Collection privée, vente 2011                  | Catalogue Sotheby's |
|       | Paysage | Paysage près de la Moselle                                |      | huile sur toile   | 30 × 42 cm     | Nationalmuseum, Stockholm                      | Musée               |
|       | Paysage | Paysage avec un paysan menant ses vaches boire            |      | huile sur panneau | 26 × 38 cm     | musée des Beaux-Arts de Boston                 | Musée               |
|       | Paysage | Arrivée de la tempête sur un paysage vallonné et boisé    |      | huile sur panneau | 45 × 26 cm     | Musée Boijmans Van Beuningen, Rotterdam        | Musée               |